# Dichiarazione più copiosa della dottrina cristiana
La Dichiarazione più copiosa della dottrina cristiana è un catechismo, composta dal cardinale (e futuro santo) Roberto Bellarmino nel 1598, per ordine del papa Clemente VIII.

## Contenuto
L'opera catechistica è composta «per uso di quelli che insegnano ai fanciulli e altre persone semplici, composta in forma di dialogo»; suddivisa in 22 capitoli, con 273 domande e le relative risposte, è più approfondita della Dottrina cristiana breve, scritta in precedenza dallo stesso autore.
Mentre nella Dottrina cristiana breve la formulazione delle «domande sono fatte dal maestro e sono molto brevi» «nella Dichiarazione più copiosa o Catechismo maggiore il metodo è rovesciato: le domande sono fatte dal discepolo e il maestro vi risponde estesamente, ma con tale precisione, chiarezza e copia di dottrina, da rimanere stupiti. Tali risposte dovevano servire evidentemente alla base delle lezioni di Catechismo al popolo e il Bellarmino approfittò nello stenderle dei catechismi fatti ai fratelli Coadiutori».
Nel mondo si utilizzavano i catechismi di San Roberto Bellarmino Dottrina cristiana breve e Dichiarazione più copiosa della dottrina cristiana accompagnati da un breve di Papa Clemente VIII, furono tradotti in varie lingue e successivamente utilizzato come catechismo dalla Chiesa cattolica per tre secoli.

### Capitoli dell'opera
| Capitolo | Titolo del capitolo                                                    |
| -------- | ---------------------------------------------------------------------- |
| Cap. 1   | Che cosa sia Dottrina Cristiana; e quali siano le sue parti principali |
| Cap. 2   | Dichiarazione del Segno della Croce                                    |
| Cap. 3   | Del Credo                                                              |
| Cap. 4   | Dell'Orazione Dominicale                                               |
| Cap. 5   | Dell'Ave Maria                                                         |
| Cap. 6   | De' Dieci Comandamenti                                                 |
| Cap. 7   | Dei Comandamenti della Chiesa                                          |
| Cap. 8   | De' Consigli Evangelici                                                |
| Cap. 9   | De' Sacramenti della Chiesa                                            |
| Cap. 10  | Delle Virtù in genere                                                  |
| Cap. 11  | Delle Virtù Teologali                                                  |
| Cap. 12  | Delle Virtù Cardinali                                                  |
| Cap. 13  | Dei Sette Doni dello Spirito Santo                                     |
| Cap. 14  | Delle Otto Beatitudini                                                 |
| Cap. 15  | Delle Sette Opere della Misericordia Corporali, e Spirituali           |
| Cap. 16  | De' Vizi, e peccati in genere                                          |
| Cap. 17  | Del peccato Originale                                                  |
| Cap. 18  | Del peccato Mortale, e Veniale                                         |
| Cap. 19  | Dei Sette peccati Capitali                                             |
| Cap. 20  | Dei peccati contra lo Spirito Santo                                    |
| Cap. 21  | Dei peccati, che gridano in Cielo                                      |
| Cap. 22  | Dei quattro Novissimi                                                  |

## Edizioni
- Roberto Bellarmino, Dichiarazione più copiosa della dottrina cristiana, Nella Stamperia del Seminario, 1770.
- Roberto Bellarmino, Dichiarazione più copiosa della dottrina cristiana, Pietro Aureli Librajo, 1824.
- Roberto Bellarmino, Dichiarazione più copiosa della dottrina cristiana, Pietro Aureli Stampatore e Librario con Licenza de' Superiori, 1841.